# Jiří Bezecný
Jiří Bezecný (* 26. prosince 1933) byl český a československý politik Československé strany socialistické a poslanec Sněmovny lidu Federálního shromáždění za normalizace.

## Biografie
V 60. a 70. letech 20. století patřil k předním jihočeským šachistům. Působil v Jindřichově
Hradci, později v Českých Budějovicích. K roku 1986 se profesně uvádí jako prokurista. K roku 1990 byl vedoucím pracovníkem Státní banky československé.
Ve volbách roku 1986 zasedl za ČSS do Sněmovny lidu (volební obvod č. 35 - Jindřichův Hradec, Jihočeský kraj). Ve Federálním shromáždění setrval do konce funkčního období, tedy do svobodných voleb roku 1990. Netýkal se ho proces kooptací do Federálního shromáždění po sametové revoluci.